# Grivesnes
Grivesnes – miejscowość i gmina we Francji, w regionie Hauts-de-France, w departamencie Somma.
Według danych na rok 1990 gminę zamieszkiwało 288 osób, a gęstość zaludnienia wynosiła 15 osób/km² (wśród 2293 gmin Pikardii Grivesnes plasuje się na 711. miejscu pod względem liczby ludności, natomiast pod względem powierzchni na miejscu 100.).